# Paco de Lucía
Francisco Sánchez Gómez (Algeciras, Španjolska, 21. prosinca 1947. – Cancún, Meksiko, 25. veljače 2014.), poznatiji kao Paco de Lucía, je španjolski gitarist koji je prije svega djelovao unutar flamenco žanra.

## Životopis
Počinje svirati gitaru u dobi od šest godina pod vodstvom svoga oca, Antonia Sáncheza, i svoga brata Ramóna de Algecirasa. Prvo je bio samo prateći gitarist drugim flamenco gitaristima, ali od 1967. započinje samostalnu karijeru, a iste godine izdaje svoju prvu ploču. Paco de Lucía 1973. snima pjesmu Entre Dos Aguas(hrv. Između dvije vode) koja zauzima vrh španjolske top ljestvice 20 tjedana, i tada počinje biti međunarodno poznat. Ipak, pravi proboj dogodio se 1981. kada je objavio album Friday Night in San Francisco na kojem su sudjelovali i John McLaughlin i  Al Di Meola. Paco de Lucía jedno je od najvećih imena španjolske glazbe 20. stoljeća.
Prije nego što mu je bilo ponuđeno da tumači i svira Joaquín Rodrigov Concierto de Aranjuez 1991. nije umio čitati note. Jednostavno bi naučio svirati druge skladbe slušajući druge gitariste kako ih sviraju. Njegov pokušaj da tako nastavi i svirajući Concierto je vrijedan pažnje. Dok je učio svirati Concierto kao flamenco gitarist, gdje su ritam i takt od velike važnosti, ponekad je odsviravao prljave tonove, kada je išao od niskih do visokih tonova, tako da na taj način ne bi uništio ritam. Uvidio je da kao flamenco gitarist ima pravo tumačiti Concierto na svoj vlastiti način. Sam Rodrigo je smatrao Pacovu inačicu Concierta "lijepom, egzotičnom i nadahnjujućom".
Zajedno s Bryanom Adamsom snima 1995. pjesmu i video "Have You Ever Really Loved A Woman" na soundtracku za film Don Juan DeMarco. Kroz njegovu široku diskografiju proširio je tehničke i glazbene granice na gitari. Dobiva naziv počasnog doktora na Sveučilištu u CadizU 2007.
Posljednje godine života proveo je u rodnoj Španjolskoj i Meksiku. Preminuo je 25. veljače 2014. u 19 sati po lokalnom vremenu u Cancúnu od posljedica srčanog udara.

## Galerija
- Paco de Lucía 1983.
- Nastup 2007.
- Lucía tijekom nastupa 2007.

## Diskografija (nepotpuna)
1. "Dos guitarras flamencas" (1965.) s Ricardom Modregom
2. "Dos guitarras flamencas en stereo" (1965.) s Ricardom Modregom
3. "Doce canciones de García Lorca para guitarra" (1965.) s Ricardom Modregom
4. "Dos guitarras flamencas en America Latina" (1967.) s Ramónom de Algecirasom
5. "La fabulosa guitarra de Paco de Lucía" (1967.)
6. "Hispanoamerica" (1969.)
7. "Fantasía flamenca" (1969.)
8. "Recital de guitarra" (1971.)
9. "El duende flamenco" (1972.)
10. "Entre Dos Aguas" (1973.)
11. "En vivo desde el teatro real" (1975.)
12. "Fuente y caudal" (1975.)
13. "Almoraima" (1976.)
14. "Interpreta a Manuel de Falla" (1978.)
15. "Castro Marín" (1981.)
16. "Friday Night in San Francisco" (1981.) s Alom Di Meolaom i Johnom McLaughlinom
17. "Solo quiero caminar" (1981.) Paco de Lucía Sextet
18. "Passion, Grace and Fire" (1983.) s Alom Di Meolaom i Johnom McLaughlinom
19. "Live One Summer Night" (1984.) Paco de Lucía Sextet
20. "Siroco" (1987.)
21. "Zyryab" (1990.)
22. "Concierto de Aranjuez" (1991.)
23. "Live in America" (1993.) Paco de Lucía Sextet
24. "The Guitar Trio" (1996.) s Alom Di Meolaom i Johnom McLaughlinom
25. "Luzia" (1998.)
26. "Cositas Buenas" (2004.)

## Filmografija
Carmen - kao Paco

## Vanjske poveznice
- Službena stranica